# 新川 (香川県)
新川（しんかわ）は、香川県木田郡三木町から高松市東部を流れる新川水系の本流で、二級河川。

## 概要
高仙山の北方、三木町大字鹿庭字三番付近に源を発して北流したのち、三木町大字平木字下所で西に流路を転じ、再び高松低地東部を春日川と並行して北流し、高松市屋島西町付近で瀬戸内海へ流れる。
支流は三木町大字平木で古川、大字井上で寒国川、高松市東山崎町付近で吉田川、最下流部の河口付近で春日川などが合流する。指定延長18.693km、流域面積131.9km2、支流を含む指定総延長は約98km。
新川の西側に流れる支流の春日川はもとは1つの河川であり、東山崎町付近で現在の春日川へ合流していたと考えられている。古墳時代に新川は春日川から切り離され、その際川名を新しい川という意にちなんで新川と名付けた。また、中流の三木町大字平木付近の人工的な流路形状は、条里制施行時代の流路変更によるものと考えられている。ちなみにこれと同じく人工的に流路変更されたのが、三木町大字池戸と高松市亀田南町付近における吉田川である。これらの河川は伏流して水量に乏しいが、大雨の時には洪水被害が頻発する。
かつて北部と河岸には一毛作の湿田も少なくなかったが、河川の砂を用いて客土を行い、肥沃な穀倉地帯となった。これらの川には井堰を設け灌漑水源に充てているが、不足する山大寺池、小川下池（）、男井間池（）、久米池など多くの溜池が設けられている。高度経済成長期には、中流部から下流部の地域では住宅地化や、人口増加が著しく進んだ。
典型的な香川県における河川の特徴として、平時は水量に乏しいものの、降雨時には急激に水かさが増す。そのため下流部周辺ではたびたび洪水に見舞われており、過去には1972年（昭和47年）9月の台風20号（浸水家屋1880戸、浸水面積約425ha）、1987年（昭和62年）10月の台風19号（浸水家屋4831戸、浸水面積約703.4ha）が周辺に特に大きな被害を与えている。

## 主な支流
- 吉田川
  - 小村川
- 古川
- 寒国川
- 春日川（二次支流以下は春日川 (高松市)#主な支流参照）

## 主な橋梁
- 福万大橋 - 県道10号高松長尾大内線（氷上）
- 平木橋 - 長尾街道（平木・鹿伏）- 平木側の袂に旧平井町道路元標がある
- 新川橋梁 - 高松琴平電気鉄道長尾線（平木・鹿伏）- 近代化産業遺産[4]、土木学会選奨土木遺産[5]
- 住吉橋 - 県道38号三木牟礼線（平木・鹿伏）
- 高野橋 - 県道38号三木牟礼線（平木）
- 大宮橋 - 県道42号小蓑前田東線（池戸）
- 高田橋 - 県道30号塩江屋島西線（亀田町・前田東町）
- 新川ふれあい橋 - 国道11号高松東バイパス（前田西町）
- 新川新橋 - 県道272号高松志度線（春日町・新田町）
- 新川橋 - 県道155号牟礼中新線（春日町・屋島西町・新田町）
- 新川大橋 - 国道11号高松北バイパス（春日町・屋島西町）
- 屋島新橋 - 市道屋島東山崎線（春日町・屋島西町）
- 屋島大橋 - 市道高松海岸2号線（木太町・屋島西町）

## 参考
1. ↑  四国新聞社編集局 編『讃岐のため池』美巧社、1975年9月。ASIN B000J9UVCE。
2. ↑  角川日本地名大辞典編纂委員会『角川日本地名大辞典37 香川県』角川書店、1985年9月、437頁頁。ISBN 978-4-04-001370-1。
3. ↑  “新川水系河川整備基本方針” (PDF).   香川県 (2009年4月). 2012年12月8日閲覧。
4. ↑  ことでん近代化産業遺産（平成20年度 続33）- 高松琴平電気軌道ウェブサイト
5. ↑  新川橋梁（2015年選奨）- 土木学会選奨土木遺産ウェブサイト